# قائمة العطل الرسمية في أندورا
هذه قائمة العطلات في أندورا.
| التاريخ   | العطلة            |
| --------- | ----------------- |
| 1 يناير   | يوم رأس السنة     |
| 6 يناير   | عيد الغطاس        |
| متغير     | كرنفال            |
| 14 مارس   | يوم الدستور       |
| متغير     | الجمعة العظيمة    |
| متغير     | أثنين عيد الفصح   |
| 1 مايو    | يوم العمال        |
| متغير     | الإثنين الأبيض    |
| 15 أغسطس  | يوم الصعود        |
| 8 سبتمبر  | اليوم الوطني      |
| 1 نوفمبر  | عيد جميع القديسين |
| 8 ديسمبر  | الحبل بلا دنس     |
| 25 ديسمبر | يوم عيد الميلاد   |
| 26 ديسمبر | عيد القديس ستيفن  |

علاوة على ذلك، تقيم سبع أبرشيات في أندورا مهرجاناتها أو كرنفالاتها السنوية. تعتبر هذه التواريخ عطلات رسمية في هذه الرعايا.
| التاريخ             | العطلة                            | الأبرشية            |
| ------------------- | --------------------------------- | ------------------- |
| 4 أغسطس - 6 أغسطس   | مهرجان أندورا لا فيلا السنوي      | أندورا لا فيلا      |
| 21 يوليو - 23 يوليو | مهرجان كانيلو السنوي              | كانيلو              |
| 15 أغسطس - 16 أغسطس | مهرجان إنكامب السنوي              | انكامب              |
| 25 يوليو - 26 يوليو | مهرجان إسكالديس-إنجورداني السنوي  | إسكالديس-إنجورداني  |
| 15 أغسطس - 16 أغسطس | مهرجان لا ماسانا السنوي           | لا ماسانا           |
| 15 أغسطس - 16 أغسطس | مهرجان أوردينو السنوي             | أوردينو             |
| 27 يوليو - 30 يوليو | مهرجان سانت جوليا دي لوريا السنوي | سانت جوليا دي لوريا |

## روابط خارجية
- الأعياد الرسمية في أندورا في عام 2018